# Tuvaluan
Le tuvaluan (autonyme : Te ggana Tuuvalu) est une langue polynésienne. Il est parlé par les habitants de l’État des Tuvalu en Polynésie, et par les Tuvaluans en diaspora. Il est qualifié de « langue en danger » par le Projet Langues en danger.

## Classification

### Parmi les langues polynésiennes
Le tuvaluan est une langue polynésienne, généralement classé dans le sous-groupe des langues samoïques (notamment par Andrew Pawley). D'autres linguistes estiment que les langues les plus proches sont celles parlées dans les exclaves polynésiennes, le kapingamarangi, nukuoro, takuu, nukuria, nukumanu, luangiua et le sikaiana. Néanmoins, les données disponibles sur ces langues sont parcellaires, ne permettant pas de tirer de conclusions définitives.
Le tuvaluan est très proche du tokelau, langue parlée aux Tokelau. L'intercompréhension est forte entre les deux langues, et ces deux territoires partagent également des traits culturels et sociaux communs. Cela peut aussi s'expliquer par une origine commune ou par des contacts prolongés pendant plusieurs siècles. D'autre part, les deux nations ont été christianisées par des missionnaires samoans qui ont laissé des traces dans les langues locales : on retrouve ainsi les mêmes emprunts au samoan en tuvaluan qu'en tokelau.

### Dialectes du tuvaluan
Chaque île ou atoll des Tuvalu possède son propre dialecte. Une séparation peut être faite entre les dialectes du nord (Nanumea, Nanumanga, Niutao) et les dialectes du sud (Funafuti, Vaitupu, Nukufetau, Nukulaelae). La plupart varient au niveau de la phonologie et du lexique. Toutefois, en raison des migrations inter-îles, et notamment le déplacement d'une grande partie des Tuvaluans dans la capitale Funafuti, les dialectes ont tendance à se mélanger. Les dialectes parlées à Funafuti et à Vaitupu dominent : Funafuti concentre les services gouvernementaux, et à Vaitupu se trouve l'unique école secondaire des Tuvalu (jusque dans les années 1990). La radio nationale, Radio Tuvalu, émet depuis Funafuti. La plupart des Tuvaluans maîtrisent ainsi à la fois leur dialecte et celui de Funafuti.